# Daniel Dromm
Daniel "Danny" Dromm là thành viên Hội đồng cho Quận 25 của Hội đồng Thành phố New York. Ông là một đảng viên Dân chủ. Khu vực này bao gồm East Elmhurst, Elmhurst và Jackson Heights ở Queens.

## Cuộc sống và sự nghiệp
Dromm sinh ra ở Rego Park, nhưng gia đình ông chuyển đến Oyster Bay trên Long Island khi ông lên 5, và sau đó đến Manhasset khi ông lên 9. Ông theo học trường Công giáo. Dromm tốt nghiệp Marist College và lấy bằng thạc sĩ tại City College.
Là cư dân của Jackson Heights, Dromm bắt đầu sự nghiệp đầu tiên với tư cách là giáo viên trường công lập vào năm 1984 tại P.S. 199 ở Sunnyside. Là một nhà giáo dục, ông đã thúc đẩy việc chấp nhận giảng dạy cho các cá nhân LGBT thông qua Chương trình giảng dạy Cầu vồng và được công khai vào năm 1992. Tham gia rất nhiều vào Đảng Dân chủ Quận Queens, ông giữ chức vụ Lãnh đạo Khu Dân chủ tại quận hội nghị 39.
Ông là một trong hai thành viên Hội đồng thành phố đồng tính công khai đầu tiên từ bên ngoài Manhattan.
Dromm đã được đặc trưng nổi bật trong bộ phim tài liệu In Jackson Heights Frederick Wiseman 2015.